# Into the Forest
Into the Forest is een Canadese sciencefictionfilm uit 2015, geschreven en geregisseerd door Patricia Rozema en gebaseerd op de gelijknamige roman van Jean Hegland uit 1996. De film ging in première op 12 september op het 40ste Internationaal filmfestival van Toronto.

## Verhaal
In de nabije toekomst leven Nell en Eva, twee jonge zussen, samen met hun vader Robert in een huis in een afgelegen oud bos, meer dan veertig kilometer van de dichtstbijzijnde stad. Wanneer een enorme stroomstoring Noord-Amerika treft, moeten ze vechten om te overleven. Wanneer de black-out blijft aanhouden en er geen einde in het zicht is, slinken hun voorraden. Ze moeten vechten tegen eenzaamheid maar worden ook geconfronteerd met andere dreigingen zoals de hongerdood, ziekte en indringers. Ze moeten al hun discipline en creativiteit inzetten om de volgende dag te halen.

## Rolverdeling
| Acteur              | Personage |
| ------------------- | --------- |
| Ellen Page          | Nell      |
| Evan Rachel Wood    | Eva       |
| Max Minghella       | Eli       |
| Callum Keith Rennie | Robert    |
| Michael Eklund      | Stan      |